# Двойница
Двойница (до 29 юни 1942 г. Чифте дере, Черта) е река в Източна България, област Бургас – общини Поморие и Несебър и област Варна – общини Долни чифлик и Бяла, вливаща се в Черно море. Дължината ѝ е 52 км, която ѝ отрежда 81-во място сред реките на България.
Река Двойница води началото си под името Лекарница от извор-чешма на 440 м н.в. в Еминска планина, в близост до заличеното през 1963 г. село Доброван, община Поморие. До село Голица, община Долни чифлик тече в северна посока в дълбока и залесена долина. След селото завива на изток-югоизток и до устието си поддържа тази посока, като долината ѝ се разширява и разделя Камчийска планина на север от Еминска планина на юг. Влива се в Черно море в североизточния край на град Обзор. От село Голица до устието ѝ по долината ѝ преминава границата между Варненска и Бургаска област.
Площта на водосборния басейн на Двойница е 479 км2. На север границата на басейна ѝ следи билото на Камчийска планина и го отделя от водосборните басейни на реките Камчия и Фъндъклийска, а на юг по билото на Еминска планина преминава границата с водосборния басейн на Хаджийска река и малки къси реки, вливащи се директно в Черно море
Основни притоци: → ляв приток, ← десен приток
- → Смърдешка река
- ← Чобанска река
- ← Айлядере
- → Алмадере
- → Кючукдере
- ← Курудере
- → Азмакдере

По течението на реката са разположени 1 град и 2 села:
- Област Бургас

- Община Несебър – Козница, Обзор;

- Област Варна

- Бяла – Попович.

В средното и долно течение на реката водите ѝ се използват за напояване.
По долното течение на реката и при устието ѝ са наблюдавани (1988 г.) малък червенокрак водобегач, зеленоножка, речна рибарка, зеленоглава патица, тръстиков дрозд, жълта стърчиопашка, гривеста чапла, малка бяла чапла, сива чапла и мн. др. – общо над 50 вида птици.

## Топографска карта
- Лист от карта K-35-44. Мащаб: 1 : 100 000.